# Montículo de Cwil
El montículo de Cwil, también conocido como la montaña de Cwil, es un montículo situado en el parque romano Kozłowski, en la ciudad de Varsovia, Polonia, dentro del distrito de Ursynów. Fue construido en 1976 y alcanza una altitud de 118 metros sobre el nivel del mar.
Recibe su nombre de Henryk Cwil (1920-1990), el ingeniero que lo propuso.
El montículo fue creado en 1976, durante la construcción del barrio de Jary, a partir de la tierra excavada durante la construcción local y materiales de construcción dañados que fueron arrojados a la pila. En 1977 se inauguró el parque romano Kozłowski, centrado alrededor del montículo.